# Seznam hřbitovů v Hradci Králové
Toto je seznam hřbitovů v Hradci Králové.

## Existující hřbitovy
Na území Hradce Králové se nachází celkem 9 klasických funkčních hřbitovů. Poblíž Lesního hřbitova se nachází i Naturální pohřebiště domácích zvířat. Dále je ve městě také pohřebiště s kolumbáriem u sboru kněze Ambrože.
| Hřbitov                                        | Galerie                                                             | Umístění                                        | Poloha                           | Zprovozněn                          | Rozloha    | Vlastník                         |
| ---------------------------------------------- | ------------------------------------------------------------------- | ----------------------------------------------- | -------------------------------- | ----------------------------------- | ---------- | -------------------------------- |
| Kluky (Nový Hradec Králové)                    |                                                                     | hl. vchod z ul. Husova, další z ul. K Hvězdárně | 50°10′39″ s. š., 15°50′53″ v. d. | 1880, rozšířen 1912                 | 7 356 m2   | Římskokatolická církev           |
| Kolumbárium Hradec Králové, sbor kněze Ambrože |                                                                     | vchod z ul. V Lipkách a Nerudova                | 50°12′33″ s. š., 15°49′22″ v. d. | 1929                                |            | Československá církev husitská   |
| Kukleny                                        | Kategorie „Cemetery in Kukleny“ na Wikimedia Commons                | Pražská třída                                   | 50°12′15″ s. š., 15°47′2″ v. d.  | 1784                                | 35 344 m2  | Římskokatolická církev           |
| Malšova Lhota                                  | Kategorie „Cemetery in Malšova Lhota“ na Wikimedia Commons          | Lhotecká ul.                                    | 50°12′21″ s. š., 15°53′19″ v. d. |                                     | 985 m2     | město Hradec Králové             |
| Lesní hřbitov (Nový Hradec Králové)            | Kategorie „Cemeteries in Hradec Králové“ na Wikimedia Commons       | Hradečnice                                      | 50°11′8″ s. š., 15°52′38″ v. d.  | 1939                                | 129 913 m2 | město Hradec Králové             |
| Plotiště nad Labem                             | Kategorie „Cemetery in Plotiště nad Labem“ na Wikimedia Commons     | Říčařova ul.                                    | 50°14′26″ s. š., 15°48′15″ v. d. |                                     | 7 536 m2   | město Hradec Králové             |
| Pouchov                                        | Kategorie „Cemetery in Hradec Králové-Pouchov“ na Wikimedia Commons | ul. Za Kostelem                                 | 50°13′48″ s. š., 15°50′45″ v. d. | 1778, vysvěcení 1780, rozšířen 1894 | 16 411 m2  | Římskokatolická církev           |
| Pouchov – vojenský hřbitov                     | Kategorie „Vojenský hřbitov (Pouchov)“ na Wikimedia Commons         | Velká ul.                                       | 50°13′44″ s. š., 15°50′42″ v. d. | 1810                                |            | město Hradec Králové             |
| Pouchov – židovský hřbitov                     | Kategorie „Jewish cemetery in Hradec Králové“ na Wikimedia Commons  | ul. Za Kostelem                                 | 50°13′46″ s. š., 15°50′39″ v. d. | 1877                                |            | Židovská obec                    |
| Svinary – evangelický                          |                                                                     | ul. K Borku                                     | 50°12′24″ s. š., 15°54′44″ v. d. | 1862                                | 611 m2     | Českobratrská církev evangelická |
| Svinary – katolický                            |                                                                     | ul. Stříbrná                                    | 50°12′46″ s. š., 15°54′30″ v. d. |                                     | 667 m2     | město Hradec Králové             |
| Zámeček (Třebeš)                               | Kategorie „Cemetery in Třebeš“ na Wikimedia Commons                 | Zámeček                                         | 50°10′42″ s. š., 15°49′56″ v. d. | 1579                                | 2 334 m2   | Římskokatolická církev           |

## Zaniklé hřbitovy
Na území města lze identifikovat také několik zaniklých hřbitovů. Nejdříve se pohřbívalo kolem kostelů. Nejstarším hřbitovem byl ten kolem hlavního městského kostela sv. Ducha. V 16. století přestal stačit, a tak se začalo pohřbívat i za město ke kostelu sv. Jana – hřbitov na Zámečku v Třebši. Nejstarší zmínka o něm je z roku 1579. Hřbitov v centru města byl na konci 18. století zrušen a vznikly nové hřbitovy v Novém Hradci Králové a Pouchově.
Hřbitov byl také u zaniklého kostela sv. Antonína na Mýtském Předměstí a po jeho zrušení vznikl nový u kostela sv. Antonína v Novém Hradci Králové. Na počátku 16. století byl postaven jako hřbitovní kostel sv. Pavla, kde se pohřbívalo z Malšovic, Zámostí, Svinar a Malšovy Lhoty. V roce 1776 však došlo ke zrušení tohoto kostela i hřbitova a k pohřbívání lidí z těchto vesnic se začal používat hřbitov Zámeček. Jeho kapacita přestala časem postačovat, a tak byl v roce 1880 zprovozněn nový zádušní hřbitov v Klukách. Lidé z Nového Hradce Králové se na základě toho rozhodli, že hřbitov kolem u kostela sv. Antonína v Novém Hradci Králové je neestetický a zbytečný, a tak byl v roce 1898 zrušen a v roce 1901 byla zbourána i celá hřbitovní zeď. Nový hřbitov v Klukách byl rozšířen v roce 1912.
U někdejšího kostela sv. Jakuba byl v provozu hřbitov od 16. století do roku 1766, kdy došlo k demolici kostela i hřbitova. Ve středověku byl hřbitov na Pražském Předměstí u farního kostela sv. Mikuláše. Další pozdně středověký a raně novověký hřbitov existoval u kostela sv. Petra. Byl rozšířen v roce 1600 v souvislosti s morovou epidemií.
Pod bývalým vrchem Rožberk byl umístěn od roku 1787 vojenský hřbitov, který byl roku 1810 přesunut do Pouchova. V době prusko-rakouské války byli padlí prozatímně pohřbíváni v pozdějších Vonešových sadech. V roce 1885 byly ostatky přeneseny na vojenský hřbitov v Pouchově.